# Cyndi Lauper & Dr. John: From Memphis To Mardi Gras
Es una gira estadounidense de los artistas Cyndi Lauper y Dr. John en conjunto. Además contó con grandes músicos del género Blues, Stephen Gaboury, Bill Wittman, Michael Willie Toles, Stephen Potts y Archie Turner.

## Listado de canciones
El listado de canciones defiere en cada concierto.

### Estreno[1]
1. Just Your Fool
2. Shattered Dreams
3. She Bop
4. Crossroads
5. All Through The Night
6. Lead Me On
7. Don't Cry No More
8. The Goonies 'R' Good Enough
9. Change Of Heart

encore
1. Girls Just Want To Have Fun
2. Time After Time
3. True Colors